# 膣排気音
膣排気音（ちつはいきおん）は、陰茎-膣性交その他の際に女性器から発せられる音である。その音や様子が屁に似ていることから、俗に「マン屁」や「膣ナラ（ちなら）」とも呼ばれる。膣内に入った空気が排出された物で、本来の屁とは異なりほぼ無臭である。

## 概要
その気体をラテン語で flatus vaginalis という。アダルトビデオで膣排気音とされる物が収録されていることがある。なんらかの原因で膣が緩むなどして、膣内の空間が広くなったために膣内に空気が入り、その空気が姿勢の変化などで排出されることで起こる。特に経産婦に多く、これ自体は健康に影響を及ぼすものではないが、屁と同様の音がするため女性自身の羞恥心につながりやすく、精神的ストレスを感じることがある。骨盤底筋を鍛えることで改善が見込めるが、直腸膣婁などが疑われる場合もある。